# Alain Touwaide

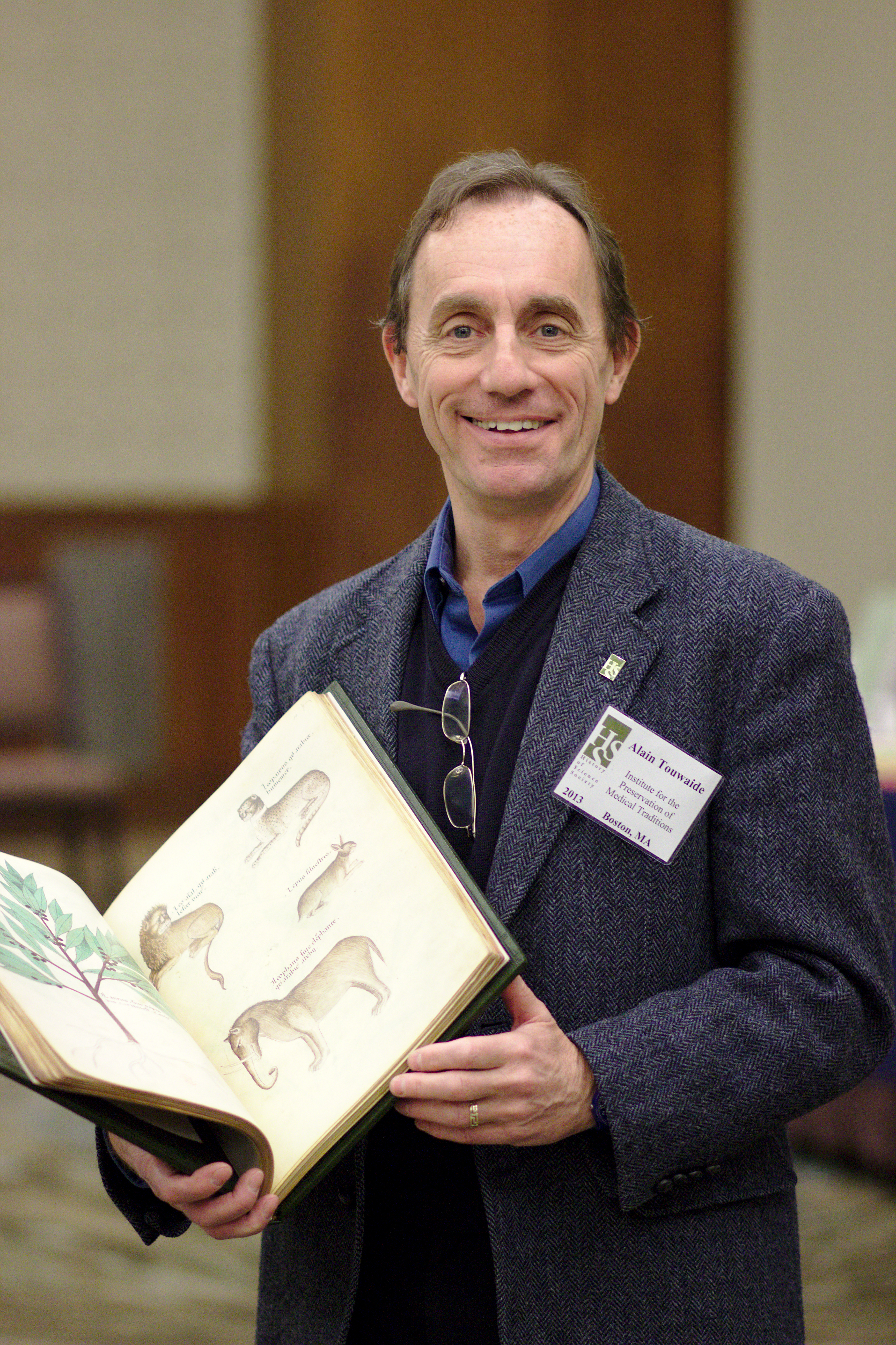
Alain Touwaide, 2013

Alain Touwaide (* 19. September 1953 in Brüssel) ist ein belgischer Historiker der Medizin und der Naturwissenschaften.

## Leben
Seine Ausbildung an der Université catholique de Louvain führte nach Abschlüssen in Klassischer Philologie (1975) sowie Orientalischer Philologie und Geschichte (1977) zur Promotion (1981). Die “Habilitation à diriger des recherches” (Befähigung zur Leitung von Forschungsprojekten) erwarb er an der Universität Toulouse (1997). Er hat zahlreiche Preise und Stipendien, unter anderem des Earth Watch Institute, erhalten und an mehreren Universitäten in Spanien, Italien, Belgien und Frankreich unterrichtet. Von 2002 bis 2016 war er am National Museum of Natural History der Smithsonian Institution, Washington, D.C., tätig. Im Jahr 2005 erhielt Touwaide ein Stipendium der National Institutes of Health für ein vierjähriges Forschungsprojekt “Heilpflanzen der Antike: Eine computerisierte Datenbank”.  Die therapeutischen Texte in altgriechischer Sprache sollen im Original und in Übersetzung digitalisiert, indiziert und analysiert werden.
Sein Hauptforschungsgebiet sind die Heilpflanzen der Antike. Seine Herangehensweise ist transdisziplinär, das heißt nicht nur philologisch und historisch, sondern auch botanisch und medizinisch, ethnologisch und anthropologisch, und stellt damit eine Ethnobotanik und Ethnopharmakologie dar. 

## Veröffentlichungen (Auswahl)
- Vettius Valens. In: Der Neue Pauly – Enzyklopädie der Antike. Band XII/2. Stuttgart/Weimar 2003, Sp. 151 f.